# Kokoreç
Kokoreç er en tyrkisk ret bestående af krydrede og  flamme stegte lammetarme, stegt på spyd. Tarme fra ung lam (süt kuzusu) er i øvrigt, at foretrække og man bruger en bestemt del af lammens tyndtarm til denne ret. Kokoreç betragtes som en såkaldt delikatesse og er ikke, at finde som en standardret på restauranter. Den kan således kun findes i særlige stande, ofte placeret tæt ved veje osv., samt i specielle restauranter. Som med alt tarmindeholdende mad, er der tilknyttet en længere, men meget vigtig proces, hvor disse vaskes og renses.
Der er flere forskellige måder, at tilberede Kokoreç på. F.eks. kan dette foregå på samme måde som med det velkendte Döner, men dog anvendes der her et vandret spyd til at holde sammen på tarmene, så denne kommer til, at minde om en vandret cylinder af udseende. Denne tilberedningsvariant er hyppigst set. Den vandrette stabel af tarme varmes og grilles ofte ved hjælp af stråle varme fra gasbaserede brændere eller elektriske Anordninger. Dog er det mest populært, at anvende trækul, når tarmene skal steges, fordi trækul netop forstærker smagsoplevelsen. Efter tilberedningen har fundet sted, bliver tarmene således skåret ud og serveret i et overskåret tyrkisk brød (Somun). Nogle tilføjer herefter ekstra krydderier eller tomater, men dette er dog helt op til ens eget ønske.
En anden måde at tilberede Kokoreç på er, at skære tarmene ud efter rensning, hvorefter disse blandes med tomater og grøn peber. Derefter steges dette på en bageplade i større mængder, samtidig med at rød peber og oregano tilføjes. Under denne tilberedning skæres tarmene yderligere ud under tilberedning ved, at kokken anvender to spartler.
Ydermere serveres denne form for Kokoreç oftest som en sandwich i form af ”Yarım Ekmek Kokoreç” (halvt-brød) eller ”Çeyrek Ekmek Kokoreç” (kvart brød). Retten kan dog også serveres uden brød som en normal ret på en tallerken.
Tilbehøret til Kokoreç er gerne Ayran, Salgam suyu eller Cola. Syltede peber eller agurker er også populært som sideløbende retter.